# Kreiskrankenhaus Kempten

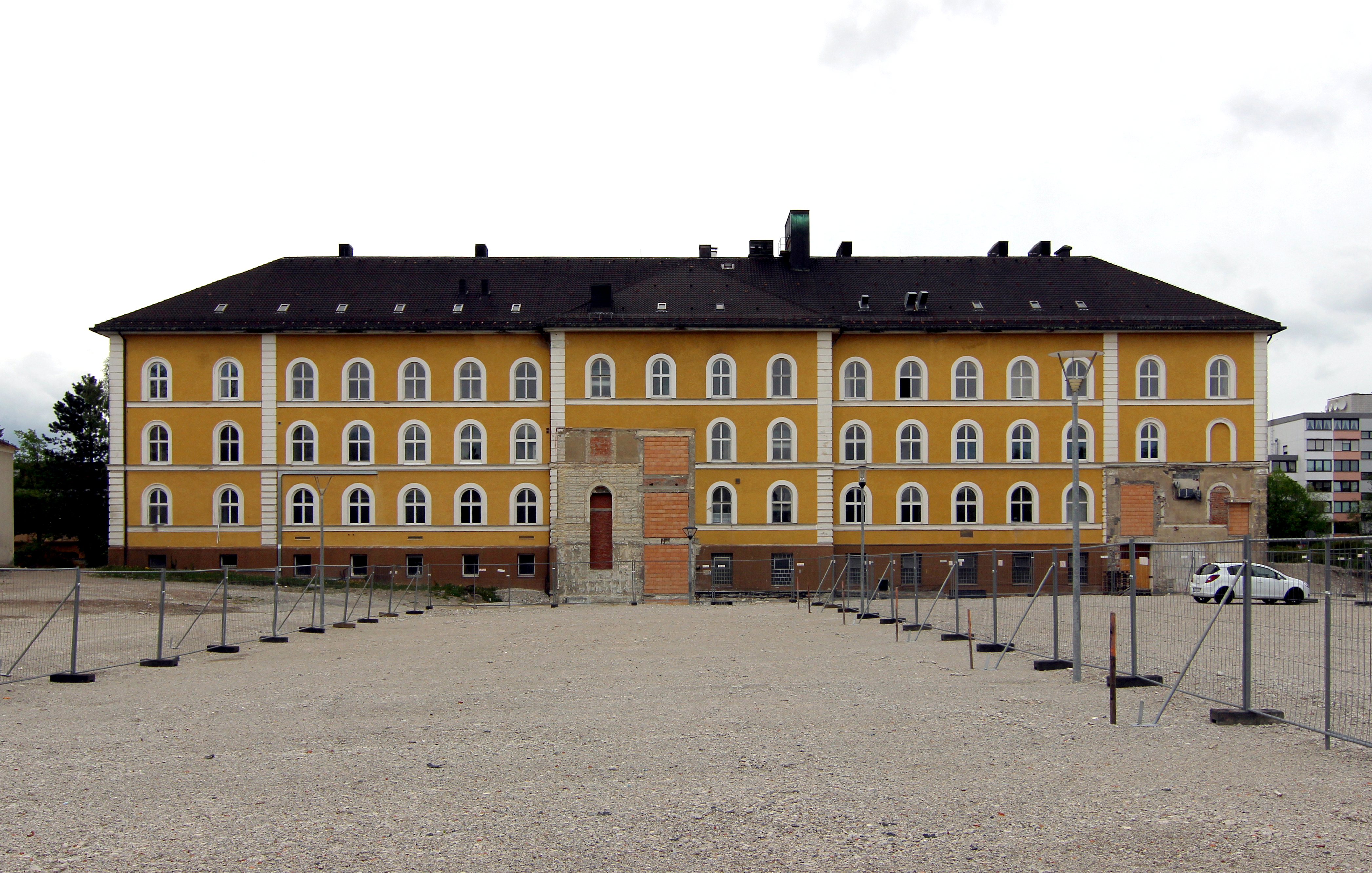
Ehemaliges Distriktspital in Kempten, das Bettenhaus der 1970er ist hier bereits abgebrochen. Es war mit einem (hier bereits mit roten Ziegeln zugemauerten) Durchgang zu erreichen.

Das Kreiskrankenhaus, früher Distriktspital, war ein Krankenhaus an der Memminger Straße in Kempten (Allgäu) und steht unter Denkmalschutz. Der Plan, das Krankenhaus wegen des Klinikums Kempten an der Robert-Weixler-Straße zu schließen, wurde mehrfach verschoben, aber dann am 23. November 2012 umgesetzt. Vorbild für das ehemalige Kreiskrankenhaus waren Gebäude an der Münchner Ludwigstraße.
Das Krankenhaus basiert auf einer Zusammenführung von diversen kleinen Spitälern: Das Spital an der Brachgasse in Kempten wurde zusammen mit denen in Härtnagel, Grönenbach, Legau und Obergünzburg im Jahr 1841 im neuen Spitalgebäude zusammengefasst. Von 1853 bis 1980 erfolgte die Pflege der Patienten durch Barmherzige Schwestern des Heiligen Vinzenz von Paul, geprägt wurde das Krankenhaus durch den Chefarzt Max Madlener.

## Geschichte
Das frühere Distriktspital ist ein dreigeschossiger Trakt, der in den Jahren 1835 bis 1841 erbaut und am 25. August 1841 eröffnet wurde. Die Pläne schuf Simon Mayr aus München. Das Gebäude hat 17 zu 5 Rundbogenfensterachsen, wobei die drei mittleren als Risalite hervorgehoben oder seitlich als Dreiergruppe zusammengefasst sind. Die Geschosse sind durch Gesimse unterteilt.
Das Krankenhaus war nach Geschlechtern unterteilt: Es gab jeweils zwei Treppenhäuser und die Gänge waren durch Glas zweigeteilt. Die Beheizung der Räumlichkeiten erfolgte durch einen zentralen gusseisernen Lufterwärmungsofen im Souterrain. Zuleitungskanäle brachten Umgebungsluft von außerhalb in den Heizungskeller. Sie wurde dort erwärmt und durch ein Schachtsystem in den Wänden in die oberen Stockwerke geleitet. Im oberen Teil der Räume trat die warme Luft aus und beheizte sie.
1972 wurde ein neues Bettenhaus mit 165 Betten fertiggestellt. Damit hatte das Kreiskrankenhaus insgesamt 275 Betten. Dazu gehörten auch neun- und siebenstöckige Wohnhäuser.  Mit dem Klinikum Kempten verlor das zentral gelegene Kreiskrankenhaus zunehmend an Bedeutung und wurde am 23. November 2012 geschlossen.
Der Anbau von 1972 wurde 2015 abgerissen. Bis 2021 stand das Krankenhaus ungenutzt, während die Flächen hinter dem Gebäude mit einer Wohnbebauung verdichtet worden sind. Erhalten wurde das südlich gelegene Waschhaus, welches wie der Hauptbau unter Denkmalschutz steht. 2021 wurde mit der Entkernung des Spitals begonnen. Der Investor, eine Münchner Firma die das Gebäude 2012 erwarb, plant 100 Wohneinheiten unterschiedlichster Größe.

## Kapellen

### Kapelle St. Vincenz
Die Hauskapelle des Krankenhauses ist dem Heiligen Vincenz geweiht. Der rechteckige Raum hat seitliche Oratorien. Die Kapelle ist mit Gemälden der Heiligen Drei Könige und der Kreuzaufrichtung sowie weiteren Kunstwerken ausgestattet, die teilweise aus der Kemptener Residenz stammen.

### Spitalkapelle
Auf dem Areal des Kreiskrankenhauses wurde 1971 eine parabelförmige Kapelle von Hans Wachter als Gesamtkunstwerk errichtet. Der Altar wurde aus einem Block Kirchheimer Muschelkalk gefertigt. Aus dem gleichen Material besteht die 2,60 Meter hohe Sakramentensäule, in der der in Bronze gefasste Tabernakel untergebracht ist. Der Kreuzweg ist ebenfalls aus Bronze gearbeitet. Die Emporenbrüstung stellt ein zehn Meter langes Relief dar, das die Sonne mit ihren Strahlen zeigt. Besonders eindrucksvoll ist der Lichteinfall durch die feinfarbige Strukturierung der Fenstergläser im Fensterband unterhalb der Holzdecke. Das Gesamtkonzept besteht aus der Vorstellung einer Arche. Die farbigen Fenstergläser stellen mit den Motiven der Schöpfungselemente eine Verbindung zur Außenwelt her, die im Inneren geordnet wird. Der aus der Fassung geratene und unruhige Mensch findet in der Arche seine Fassung wieder und kann dem Schöpfer neu vertrauen. Die Architektur ist in dieser Form einmalig im Allgäu und erinnert stark an die neuzeitliche Gestaltung von Kirchenräumen des bekannten südfranzösischen Künstlers Le Corbusier (Notre-Dame-du-Haut de Ronchamp).

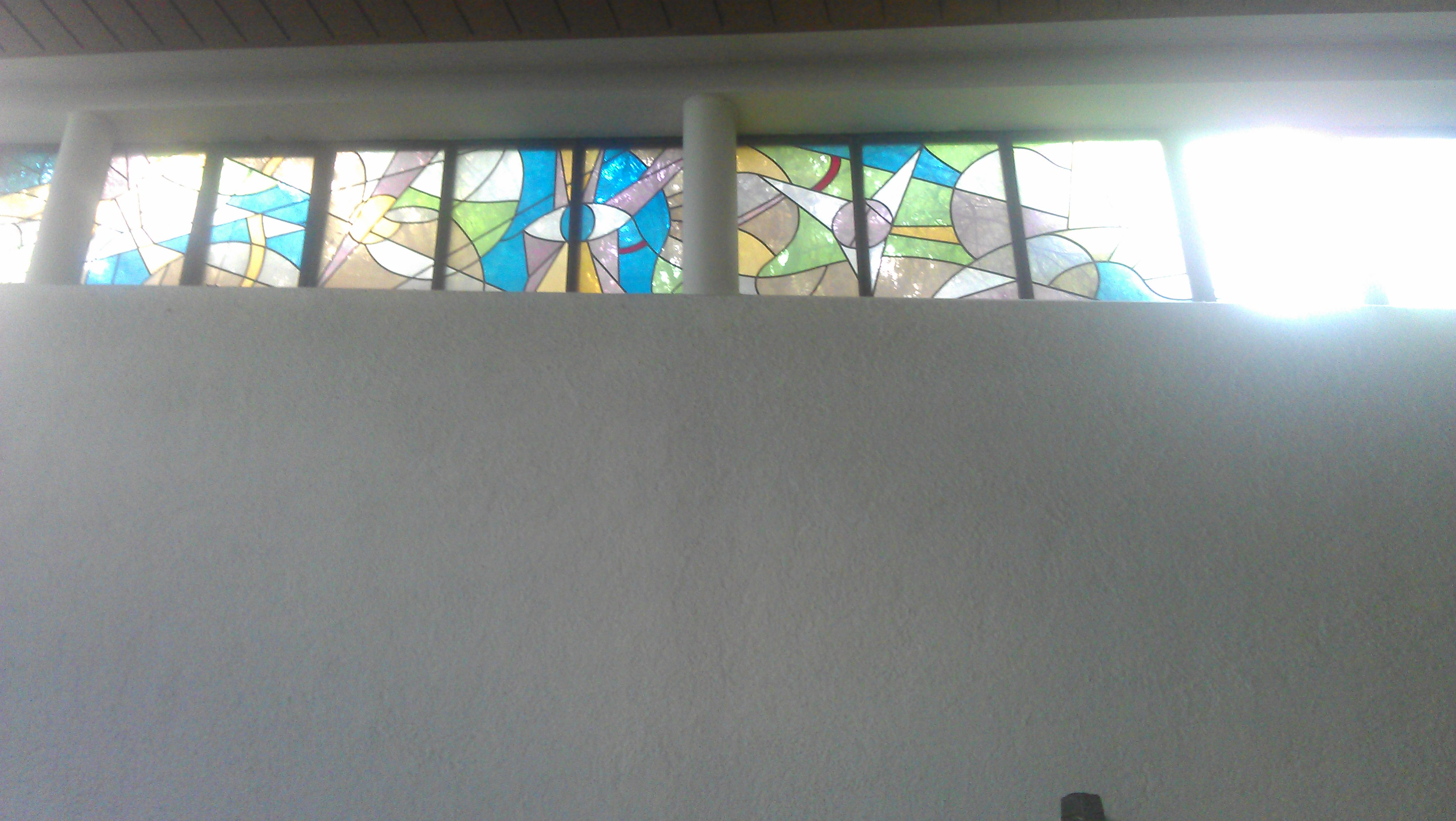
Schöpfungsfenster in der Klinikkapelle in Kempten

In der Kapelle wurden sonntags und einmal werktags Gottesdienste für das Klinikpersonal und die Patienten gehalten. Besondere Bedeutung hatten die Gedenkgottesdienste des Personals der Palliativstation für die verstorbenen Patienten.
Die Stadt Kempten hat 2013 nach der Zusammenführung der beiden Häuser des Klinikums Kempten in der Robert-Weixler-Straße das Areal zur Wohnbebauung freigegeben. Das Denkmalamt stellte die Kapelle nicht unter Denkmalschutz, sodass sie inzwischen abgerissen wurde. Um den Abriss zu verhindern, startete der Klinikseelsorger Andreas Beutmüller eine Online-Petition auf openPetition zum Erhalt der Kapelle am Hospiz in der Memminger Straße in 87439 Kempten.

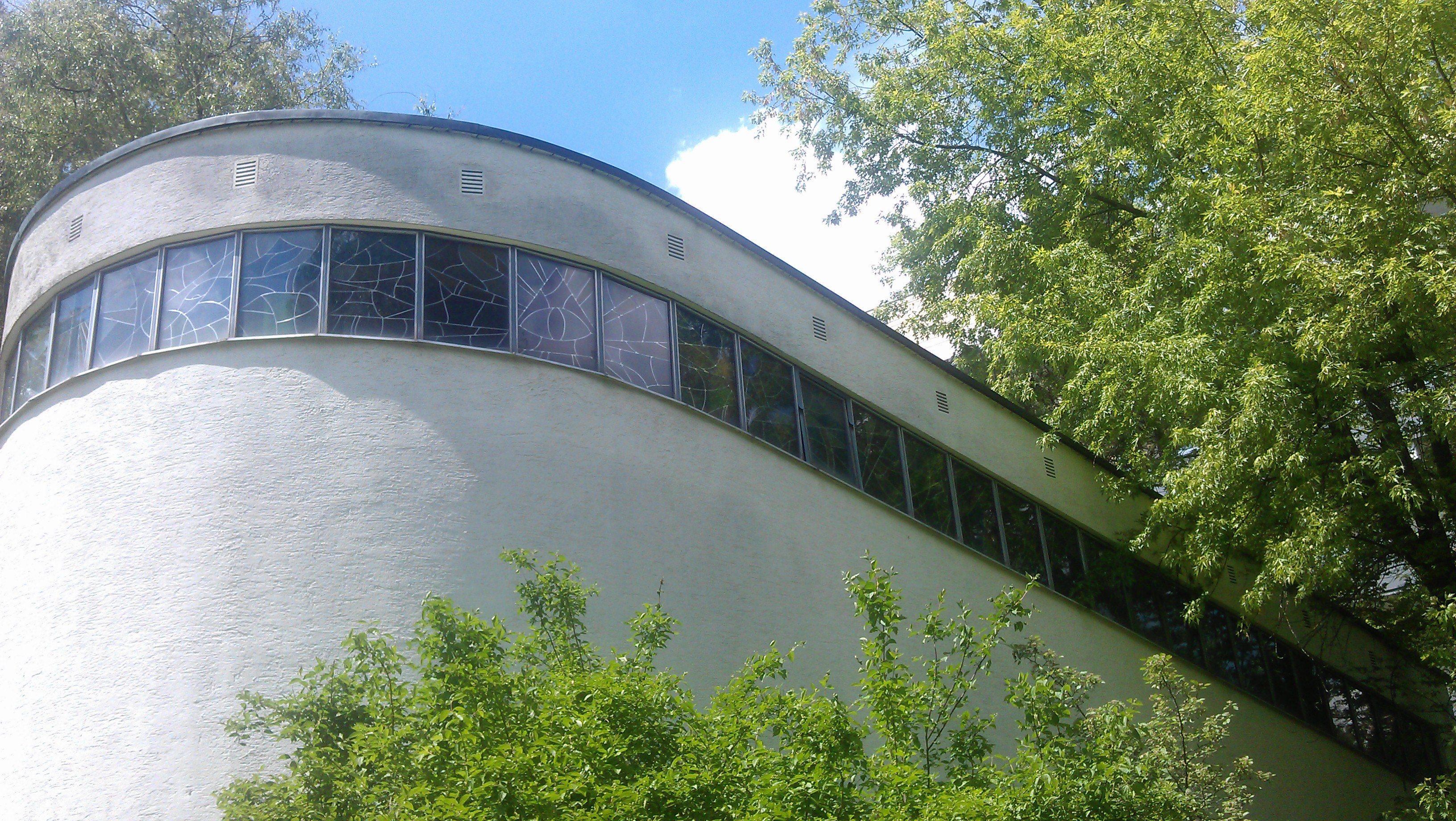
Schiffsrumpf, Klinikkapelle in Kempten